# フタバテイ (クレーター)
フタバテイ（英: Futabatei）は、太陽系の第一惑星である水星のクレーターである。
直径約66km、名前は日本の小説家二葉亭四迷に由来する。